# Nút kéo gỗ

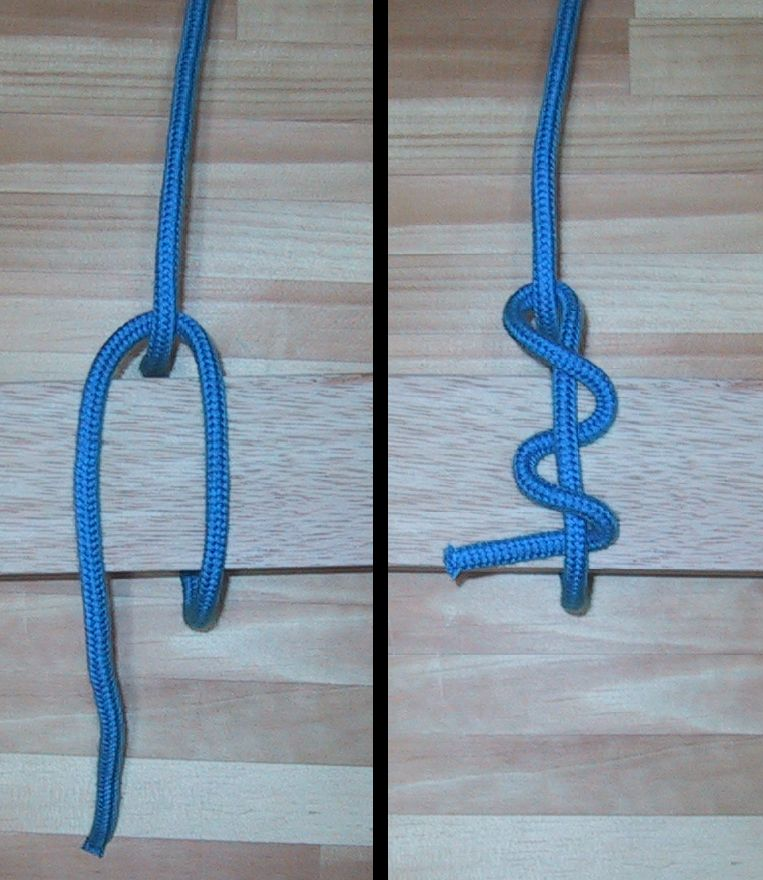
Từng bước một để tạo nút kéo gỗ

Nút kéo gỗ (timber hitch) là một nút dây dùng để buộc một sợi dây thừng vào một khúc gỗ. Nút dây này rất dễ tháo sau khi dùng.

## Công dụng
Dùng để kéo vật dài và nặng (thí dụ như một khúc gỗ) hay dùng để giăng võng. Nó cũng là nút khởi đầu của nút tháp cây dấu nhân.

## Cách tạo nút
Để tạo nút, quấn dây thừng hết một vòng quanh khúc gỗ hay thân cây. Đầu dây ngắn quấn quanh phần dây dài (nhìn hình trái), rồi xâu đầu dây ngắn qua vòng tròn vừa tạo quanh khúc gỗ. Sau đó quấn đầu dây ngắn ba vòng quanh vòng tròn vừa tạo và kéo phần dây dài để xiết chặt. Lưu ý là cần quấn ba vòng đối với các loại dây thừng thiên nhiên trong khi cần phải quấn 5 vòng đối với loại dây thừng bằng nylon.